# Championnats de France de course en montagne
Les championnats de France de course en montagne sont organisés tous les ans par la Fédération française d'athlétisme (FFA) et désignent les champions de France de la catégorie. Le parcours doit comporter moins de 20 % de route et ne pas comporter de passages neigeux ou de sols instables type éboulis. Le pourcentage des portions descendantes ne doit pas excéder 30 %. Le championnat alterne entre des éditions avec alternances de montées descentes et des éditions de montée uniquement.
L'absence de repères et la difficulté à doser son effort implique au coureur de parfois accepter d'aller doucement, voire de marcher. La préparation est similaire à celle d'un semi-marathon.

## Palmarès
| Édition | Date              | Ville                    | Gagnant           | Gagnante               |
| ------- | ----------------- | ------------------------ | ----------------- | ---------------------- |
| 1re     | 1989              | Les Arcs                 | Aimé Arnaud       | Isabelle Guillot       |
| 2e      | 1990              | Font-Romeu               | Thierry Icart     | Isabelle Guillot       |
| 3e      | 1991              | Villard-de-Lans          | Jean-Paul Payet   | Isabelle Guillot       |
| 4e      | 1992              | Saulxures-sur-Moselotte  | Azziz Nih         | Isabelle Guillot       |
| 5e      | 1993              | Valleraugue              | Jean-Paul Payet   | Isabelle Guillot       |
| 6e      | 1994              | Serre Chevalier          | Jean-Paul Payet   | Isabelle Guillot       |
| 7e      | 1995              | Chamonix                 | Thierry Icart     | Isabelle Guillot       |
| 8e      | 1996              | Saint-Étienne            | Thierry Breuil    | Isabelle Guillot       |
| 9e      | 1997              | Espelette                | Thierry Breuil    | Isabelle Guillot       |
| 10e     | 1998              | Satillieu                | Sylvain Richard   | Martine Payet-Javerzac |
| 11e     | 1999              | Les Arcs                 | Arnaud Fourdin    | Isabelle Guillot       |
| 12e     | 2000              | Willer-sur-Thur          | Arnaud Fourdin    | Chantal Dallenbach     |
| 13e     | 2001              | Méribel-Courchevel       | Raymond Fontaine  | Hafida Gadi            |
| 14e     | 2002              | Bellegarde-sur-Valserine | Raymond Fontaine  | Corinne Raux           |
| 15e     | 2003              | Le Saillant              | Régis Roux        | Patricia Farget        |
| 16e     | 2004              | Annemasse                | Raymond Fontaine  | Isabelle Guillot       |
| 17e     | 2005              | Saint-Paul-de-Jarrat     | Raymond Fontaine  | Isabelle Guillot       |
| 18e     | 2006              | Courchevel               | Raymond Fontaine  | Isabelle Guillot       |
| 19e     | 2007              | Saint-Alban-les-Eaux     | Julien Rancon     | Isabelle Guillot       |
| 20e     | 2008              | Seyssins                 | Raymond Fontaine  | Constance Devillers    |
| 21e     | 2009              | Luchon                   | Raymond Fontaine  | Marie-Laure Dumergues  |
| 22e     | 2010              | Murat                    | Raymond Fontaine  | Marie-Laure Dumergues  |
| 23e     | 2011              | Tardets                  | Didier Zago       | Marie-Laure Dumergues  |
| 24e     | 2012              | Gap                      | Julien Rancon     | Aline Camboulives      |
| 25e     | 2013              | Willer-sur-Thur          | Julien Rancon     | Christel Dewalle       |
| 26e     | 2014              | Le Chambon-Feugerolles   | Julien Rancon     | Aline Camboulives      |
| 27e     | 2015              | Trévignin                | Renaud Jaillardon | Aline Camboulives      |
| 28e     | 2016              | Saint-Priest             | Cédric Fleureton  | Christel Dewalle       |
| 29e     | 4 juin 2017       | Culoz                    | Emmanuel Meyssat  | Adeline Roche          |
| 30e     | 3 juin 2018       | Arrens-Marsous           | Emmanuel Meyssat  | Christel Dewalle       |
| 31e     | 9 juin 2019       | Saint-Gervais-les-Bains  | Didier Zago       | Anaïs Sabrié           |
| 32e     | 27 septembre 2020 | SuperDévoluy             | Sylvain Cachard   | Blandine L'Hirondel    |
| 33e     | 12 septembre 2021 | Ancelle                  | Sylvain Cachard   | Blandine L'Hirondel    |
| 34e     | 12 juin 2022      | Arrens-Marsous           | Sylvain Cachard   | Élise Poncet           |
| 35e     | 14 mai 2023       | SuperDévoluy             | Thomas Cardin     | Cécile Jarousseau      |
| 36e     | 28 avril 2024     | Briançon                 | Théodore Klein    | Nélie Clément          |
| 37e     | 6 juillet 2025    | Val-d'Isère              | Corentin Capelier | Nélie Clément          |